# Đường (họ)

họ Đường viết bằng chữ Hán

Đường là một họ của người châu Á. Họ này có mặt ở Việt Nam, Trung Quốc (chữ Hán: 唐, Bính âm: Tang) và Triều Tiên (tuy rất hiếm, Hangul: 당, Romaja quốc ngữ: Dang). Trong danh sách Bách gia tính họ này đứng thứ 64.
Ở Việt Nam họ Đường có số lượng dân cư rất ít phân bố chủ yếu ở Miền Trung (Bắc Trung Bộ - Thanh Hóa; Nghệ An; Hà Tỉnh) và một số ít sống ở Miền Tây Nam Bộ và TP HCM.
Họ Đường Việt Nam được ghi nhận là gốc ở Hà Tĩnh, Nghệ An, Thanh Hóa lâu đời từ trước tới nay. Còn đa số có nguồn từ Trung Quốc là chủ yếu nên dù dân họ Đường sống ở Miền Trung vào trước và Miền Tây chủ yếu người Tiều mới sang sau này.
Cũng giống như ở Bên Trung Quốc, Họ Đường ở Việt Nam là dòng họ thiểu số nên giữa các thành viên trong dòng họ khắp đất nước thường có giao lưu, gặp gỡ và các hoạt động rất gắn bó, gần gũi.

## Người Việt Nam họ Đường nổi tiếng
- Đường Minh Hưng, Tiến sĩ, Giáo sư, Trung tướng Công an nhân dân Việt Nam

## Người Trung Quốc họ Đường nổi tiếng
- Đường Thúc Ngu, người lập ra nước Đường, tiền thân của nước Tấn
- Đường Muội, đại tướng quân nước Sở thời Chiến Quốc
- Đường Bỉnh, ẩn sĩ cuối đời nhà Tần, một trong Thương Sơn tứ hạo
- Đường Mông, nhà ngoại giao thời Tây Hán
- Đường Dần, tự là Bá Hổ, học giả thời nhà Minh
- Đường Giám, học giả thời nhà Thanh, thầy dạy của Tăng Quốc Phiên
- Đường Chính Tài, tổng quản thủy quân của Thái Bình Thiên Quốc
- Đường Cảnh Tùng, Tướng nhà Thanh thời Quang Tự
- Đường Kế Nghiêu, Đại tướng quân đội Quốc Dân Đảng Trung Quốc, Đốc quân Vân Nam từ 1913-1927 thời Trung Hoa Dân Quốc
- Đường Gia Triền, Bộ trưởng Bộ Ngoại giao nước Cộng hòa Nhân dân Trung Hoa
- Đường Quốc Cường, diễn viên Trung Quốc
- Đường Đan, danh thủ cờ tướng Trung Quốc
- Đường Yên, nữ diễn viên Trung Quốc
- Đường Đăng Kiệt (1964 -), Ủy viên dự khuyết Ủy ban Trung ương Đảng Cộng sản Trung Quốc khóa XIX, Tỉnh trưởng Chính phủ Nhân dân tỉnh Phúc Kiến.
- Đường Lương Trí (1960 -), Ủy viên dự khuyết Ủy ban Trung ương Đảng Cộng sản Trung Quốc khóa XIX, Thị trưởng Chính phủ Nhân dân tỉnh Trùng Khánh.
- Đường Nhân Kiện, (1962 -), Ủy viên Ủy ban Trung ương Đảng Cộng sản Trung Quốc khóa XIX, Tỉnh trưởng Chính phủ Nhân dân tỉnh Cam Túc, nhiều năm làm việc tại các Ủy ban Trung ương, Tiểu tổ Lãnh đạo Trung ương.